# Nguyễn Thị Hương
Nguyễn Thị Hương (ur. 24 września 1997 r. w Hanoi) – wietnamska bokserka, brązowa medalistka mistrzostw świata, srebrna i brązowa medalistka mistrzostw Azji.
Urodziła się w Sóc Sơn w stolicy Wietnamu, Hanoi. Pochodzi z rodziny o rolniczym charakterze.

## Kariera
Boks zaczęła trenować w wieku 14 lat.
W 2017 roku została wicemistrzynią Azji w Ho Chi Minh w kategorii do 81 kg. W finale przegrała z Chinką Yang Xiaoli.
W kwietniu 2019 roku podczas mistrzostw Azji w Bangkoku zdobyła brązowy medal w tej samej kategorii wagowej, przegrywając w półfinale z Chinką Wang Lina. W październiku tego samego roku wzięła udział na mistrzostwach świata w Ułan Ude. W ćwierćfinale pokonała Amerykankę Krystal Graham, lecz w półfinale przegrała z Turczynką Elif Güneri, zdobywając zarazem brązowy medal.